# Bobsleigh nos Jogos Olímpicos de Inverno de 2010 - Duplas masculinas
As competições de duplas masculinas do bobsleigh nos Jogos Olímpicos de Inverno de 2010 foram disputadas no Whistler Sliding Centre em Whistler, Colúmbia Britânica, entre 20 e 21 de fevereiro.

## Medalhistas
| Ouro   | GER André Lange e Kevin Kuske         |
| Prata  | GER Thomas Florschütz e Richard Adjei |
| Bronze | RUS Alexandr Zubkov e Alexey Voyevoda |

## Resultados
| Pos.              | BIB | Atleta                                                                                      | 1ª descida | 1ª descida | 2ª descida | 2ª descida | 3ª descida | 3ª descida | 4ª descida | 4ª descida | Tempo total | Dif.    |
| Pos.              | BIB | Atleta                                                                                      | ST         | TT         | ST         | TT         | ST         | TT         | ST         | TT         | Tempo total | Dif.    |
| ----------------- | --- | ------------------------------------------------------------------------------------------- | ---------- | ---------- | ---------- | ---------- | ---------- | ---------- | ---------- | ---------- | ----------- | ------- |
| Medalha de ouro   | 4   | GER Alemanha (GER-1) André Lange Kevin Kuske                                                | 4.81       | 51.59      | 4.81       | 51.72      | 4.83       | 51.57      | 4.82       | 51.77      | 3:26.65     |         |
| Medalha de prata  | 2   | GER Alemanha (GER-2) Thomas Florschütz Richard Adjei                                        | 4.79       | 51.57      | 4.79       | 51.85      | 4.84       | 51.62      | 4.82       | 51.83      | 3:26.87     | +0.22   |
| Medalha de bronze | 7   | RUS Rússia (RUS-1) Alexandr Zubkov Alexey Voyevoda                                          | 4.78       | 51.79      | 4.78       | 52.02      | 4.79       | 51.80      | 4.78       | 51.90      | 3:27.51     | +0.86   |
| 4                 | 1   | SUI Suíça (SUI-1) Ivo Rüegg Cedric Grand                                                    | 4.86       | 51.76      | 4.86       | 52.18      | 4.86       | 51.92      | 4.85       | 51.99      | 3:27.85     | +1.20   |
| 5                 | 9   | CAN Canadá (CAN-2) Pierre Lueders Jesse Lumsden                                             | 4.78       | 51.94      | 4.79       | 52.12      | 4.82       | 51.87      | 4.79       | 51.94      | 3:27.87     | +1.22   |
| 6                 | 6   | USA Estados Unidos (USA-1) Steven Holcomb Curtis Tomasevicz                                 | 4.79       | 51.89      | 4.82       | 52.04      | 4.84       | 51.98      | 4.86       | 52.03      | 3:27.94     | +1.29   |
| 7                 | 11  | RUS Rússia (RUS-2) Dmitry Abramovitch Sergey Prudnikov                                      | 4.81       | 52.03      | 4.82       | 52.40      | 4.84       | 52.11      | 4.84       | 51.92      | 3:28.46     | +1.81   |
| 8                 | 25  | LAT Letônia (LAT-1) Edgars Maskalāns Daumants Dreiškens                                     | 4.85       | 52.16      | 4.83       | 52.32      | 4.87       | 52.17      | 4.86       | 52.43      | 3:29.08     | +2.43   |
| 9                 | 3   | GER Alemanha (GER-3) Karl Angerer Gregor Bermbach                                           | 4.84       | 52.23      | 4.84       | 52.43      | 4.89       | 52.19      | 4.88       | 52.44      | 3:29.29     | +2.64   |
| 10                | 8   | USA Estados Unidos (USA-2) John Napier Steven Langton                                       | 4.89       | 52.28      | 4.89       | 52.45      | 4.91       | 52.31      | 4.93       | 52.36      | 3:29.40     | +2.75   |
| 11                | 14  | ROU Romênia (ROU-1) Nicolae Istrate Florin Cezar Craciun                                    | 4.85       | 52.19      | 4.84       | 52.41      | 4.87       | 52.40      | 4.87       | 52.43      | 3:29.43     | +2.78   |
| 12                | 13  | USA Estados Unidos (USA-3) Mike Kohn Nick Cunningham                                        | 4.91       | 52.47      | 4.91       | 52.71      | 4.94       | 52.25      | 4.93       | 52.35      | 3:29.78     | +3.13   |
| 13                | 16  | CZE República Checa (CZE-1) Ivo Danilevic Jan Stoklaska                                     | 4.90       | 52.73      | 4.89       | 52.59      | 4.95       | 52.52      | 4.90       | 52.44      | 3:30.28     | +3.63   |
| 14                | 10  | NED Países Baixos (NED-1) Edwin van Calker Sybren Jansma                                    | 4.77       | 52.37      | 4.81       | 52.83      | 4.83       | 52.63      | 4.83       | 52.62      | 3:30.45     | +3.80   |
| 15                | 5   | CAN Canadá (CAN-1) Lyndon Rush Lascelles Brown (desc. 1 e 2) David Bissett (desc. 3 e 4)    | 4.76       | 51.67      | 4.75       | 54.70      | 4.87       | 51.93      | 4.85       | 52.16      | 3:30.46     | +3.81   |
| 16                | 19  | POL Polônia (POL-1) Dawid Kupczyk Marcin Niewiara                                           | 4.90       | 52.45      | 4.89       | 52.91      | 4.91       | 52.42      | 4.93       | 52.72      | 3:30.50     | +3.85   |
| 17                | 18  | ITA Itália (ITA-2) Fabrizio Tosini Sergio Riva                                              | 4.94       | 52.84      | 4.95       | 52.83      | 4.96       | 52.34      | 4.95       | 52.65      | 3:30.66     | +4.01   |
| 18                | 15  | AUT Áustria (AUT-2) Jürgen Loacker Christian Hackl                                          | 4.97       | 52.55      | 4.98       | 52.86      | 4.41       | 52.73      | 4.98       | 52.64      | 3:30.78     | +4.13   |
| 19                | 21  | MON Mônaco (MON-1) Patrice Servelle Sébastien Gattuso                                       | 4.94       | 52.96      | 4.96       | 52.61      | 4.96       | 52.71      | 4.98       | 52.56      | 3:30.84     | +4.19   |
| 20                | 20  | SVK Eslováquia (SVK-1) Milan Jagnešák Petr Narovec                                          | 5.03       | 53.18      | 5.01       | 53.16      | 5.03       | 52.73      | 5.02       | 52.99      | 3:32.06     | +5.41   |
| 21                | 23  | JPN Japão (JPN-1) Hiroshi Suzuki Ryuichi Kobayashi                                          | 4.91       | 53.24      | 4.91       | 53.30      | 4.93       | 53.13      | 99.99 !    | 99.99 !    | 2:39.67     | +9.99 ! |
| 22                | 17  | AUS Austrália (AUS-1) Christopher Spring Duncan Harvey (desc. 1 e 2) Anthony Ryan (desc. 3) | 4.86       | 53.14      | 4.87       | 54.41      | 4.97       | 53.18      | 99.99 !    | 99.99 !    | 2:40.73     | +9.99 ! |
| 99 !              | 12  | ITA Itália (ITA-1) Simone Bertazzo Samuele Romanini                                         | 4.85       | 52.33      | 4.86       | 52.88      |            | DSQ        | 99.99 !    | 9:99.99 !  | +9.99 !     | +9.99 ! |
| 99 !              | 22  | LIE Liechtenstein (LIE-1) Michael Klingler Thomas Dürr                                      | 5.08       | 56.18      |            | DNS        | 99.99 !    | 99.99 !    | 9:99.99 !  | +9.99 !    | 9:99.99 !   | +9.99 ! |
| 99 !              | 27  | AUS Austrália (AUS-2) Jeremy Rollestone Duncan Michael Pugh                                 | 99.99 !    | DNF        | 99.99 !    | 99.99 !    | 99.99 !    | 9:99.99 !  | +9.99 !    | +9.99 !    | +9.99 !     | +9.99 ! |
| 99 !              | 26  | AUT Áustria (AUT-1) Wolfgang Stampfer Juergen Mayer                                         |            | DSQ        | 99.99 !    | 99.99 !    | 99.99 !    | 9:99.99 !  | +9.99 !    | +9.99 !    | +9.99 !     |         |
| 99 !              | 24  | GBR Grã-Bretanha (GBR-1) John James Jackson Dan Money                                       |            | DSQ        | 99.99 !    | 99.99 !    | 99.99 !    | 9:99.99 !  | +9.99 !    | +9.99 !    | +9.99 !     |         |

Legenda
| Recorde mundial      | Recorde mundial (World record)               |                       | Recorde africano                      | Recorde africano (African) |                                           | Q | Classificado por posição (Qualified) |
| Recorde olímpico     | Recorde olímpico (Olympic record)            | Recorde da América    | Recorde da América (Americas)         | q                          | Classificado por melhor tempo (Qualified) |   |                                      |
| Melhor marca do ano  | Melhor marca do ano (World leading)          | Recorde asiático      | Recorde asiático (Asian)              | DNS                        | Não largou (Did not start)                |   |                                      |
| Recorde nacional     | Recorde nacional (National record)           | Recorde europeu       | Recorde europeu (European)            | DNF                        | Não terminou (Did not finish)             |   |                                      |
| Recorde pessoal      | Recorde pessoal do atleta (Personal best)    | Recorde da Oceania    | Recorde da Oceania (Oceania)          | DSQ / DQ                   | Desclassificado (Disqualified)            |   |                                      |
| Recorde da temporada | Recorde da temporada do atleta (Season best) | Recorde sul-americano | Recorde sul-americano (South America) | NM                         | Sem marca (No mark)                       |   |                                      |